# Giuseppe Volpecina
Giuseppe Volpecina (* 1. Mai 1961 in Caserta) ist ein ehemaliger italienischer Fußballspieler. Er war unter anderem Teil der Mannschaft der SSC Neapel, die 1987 die erste nationale Meisterschaft für den süditalienischen Klub holte. Später unter anderem noch für Hellas Verona und die AC Florenz aktiv, erreichte er mit der Fiorentina das Endspiel um den UEFA-Pokal 1989/90, man unterlag allerdings Juventus Turin.

## Karriere
Giuseppe Volpecina, geboren 1961 in Caserta, einer Stadt in der Region Kampanien nahe Neapel, begann mit dem Fußballspielen beim dortigen Verein US Casertana, wo er die Jugendabteilungen durchlief. Im Alter von 16 Jahren wurde er dann von den Talentspähern der SSC Neapel entdeckt, die Folge war ein Wechsel in den Jugendbereich des SSC. Dort agierte er noch zwei Jahre lang, ehe Volpecina unter Trainer Luís Vinício der Sprung in die erste Mannschaft gelang. In einem Team um Spieler wie etwa Giuseppe Bruscolotti, Moreno Ferrario oder Mauro Bellugi konnte sich der junge Verteidiger jedoch nicht durchsetzen und wurde im Rahmen der Serie A 1979/80 nur dreimal eingesetzt, ein Torerfolg gelang ihm nicht.
Aus Mangel an Einsatzzeiten wechselte Giuseppe Volpecina nach Ende der Saison 1979/80 den Verein. Er ging für die kommenden vier Jahre auf Leihbasis zur SSC Palermo, damals in der zweitklassigen Serie B angesiedelt. In Palermo avancierte Volpecina zum absoluten Stammspieler, in den vier Jahren seiner Aktivität auf Sizilien machte er 133 Ligaspiele für den Verein und schoss dabei sechs Tore. Da der US Palermo in jenen Jahren jedoch weder über sonderlich gute finanzielle noch personelle Ressourcen verfügte, dümpelte man in den Niederungen der Serie B herum und musste nach Ende der Spielzeit 1983/84 mit Belegen des 17. Tabellenranges sogar den Abstieg in die Drittklassigkeit hinnehmen. Nach dem Abstieg verließ auch Giuseppe Volpecina den US Palermo, da die Ausleihe endete. Beim SSC Neapel zurück, wurde er erneut verliehen, diesmal an den SC Pisa und diesmal für zwei Jahre. Der SC Pisa war soeben aus der Serie A abgestiegen und galt als Kandidat für den Aufstieg. Unter Trainer Luigi Simoni, Jahre später Europapokalsieger-Trainer von Inter Mailand, gelang die Mission Wiederaufstieg souverän mit einem ersten Rang und der mit Abstand besten Offensive der Liga. Simoni ging nach dem Aufstieg zu Lazio Rom, sein Nachfolger wurde Vincenzo Guerini. Unter dem neuen Coach lief es nicht mehr so gut für den SC Pisa und es folgte mit dem drittletzten Tabellenrang in der Serie A 1985/86 der direkte Wiederabstieg. Trotzdem verliefen die zwei Jahre in Pisa für Giuseppe Volpecina durchaus erfolgreich, er war Stammspieler und empfahl sich in dieser Funktion auch für eine längere Anstellung beim SSC Neapel.
Zu Napoli kehrte Volpecina im Sommer 1986 zurück und fand eine völlig veränderte Ausgangslage wie bei seiner ersten richtigen Station dort 1979/80 vor. Mittlerweile stellte der SSC eine durchaus sehr konkurrenzfähige Mannschaft, zu der auch internationale Topspieler wie der Argentinier Diego Maradona oder die beiden Italiener Andrea Carnevale und Bruno Giordano gehörten. Von Ottavio Bianchi trainiert, durchlebte das Napoli-Team seit Maradonas Ankunft im Sommer 1984 eine sehr positive Entwicklung und wurde zu einer festen Kraft in den obersten Regionen der italienischen Eliteliga. Im Jahr vor Giuseppe Volpecinas Rückkehr hatte man am Ende den dritten Rang hinter Juventus Turin und dem AS Rom belegt. In der Saison 1986/87 lief es dann noch besser für Bianchis Mannschaft. Von Saisonbeginn an spielte man um die Tabellenführung mit, hatte diese ab dem neunten Spieltag inne und sicherte sich schließlich mit einem 1:1 gegen den AC Florenz am vorletzten Spieltag vorzeitig die Meisterschaft, die erste in der Vereinsgeschichte. Giuseppe Volpecina war daran durchaus in großen Maße beteiligt, er kam zu 25 Einsätzen, in denen ihm zwei Treffer (einer beim 2:2 gegen Atalanta Bergamo und einer beim 3:1-Auswärtserfolg bei Juventus Turin) gelangen. Einen Monat nach dem Titelgewinn in der Meisterschaft entschied der SSC Neapel auch das Endspiel um die Coppa Italia 1986/87 gegen Atalanta Bergamo mit 3:0 und 1:0 für sich, das Double aus Meisterschaft und Pokal war nun perfekt.
Giuseppe Volpecina wechselte trotz des Erfolges den Verein. Er ging zu Hellas Verona, das zwei Jahre zuvor unter Osvaldo Bagnoli sensationell italienischer Meister geworden war. Auch 1987 wies Hellas Verona mit Akteuren wie etwa dem Dänen Preben Elkjær Larsen, dem Deutschen Thomas Berthold oder dem Italiener Antonio Di Gennaro eine schlagkräftige Mannschaft auf, die allerdings nicht an die alten Erfolge anzuknüpfen vermochte. In den zwei Jahren, die Volpecina in Verona verteidigte, belegte man einmal den zehnten und einmal den elften Rang. In diesen Zeitraum fiel auch das Auseinanderbrechen der großen Mannschaft von Hellas Verona. Der Verein aus der lombardischen Provinz, finanziell nicht übermächtig, hatte von 1981 bis 1985 den Aufstieg vom Zweitligisten zum italienischen Meister und zweifachen Pokalfinalisten geschafft. Jene Erfolgsperiode endete aber genauso schnell, wie sie begonnen hatte. Bereits 1990 fand man sich schließlich wieder in der Zweitklassigkeit wieder. Doch zu diesem Zeitpunkt befand sich Giuseppe Volpecina nicht mehr in Verona. Er war bereits im Sommer 1989 zum AC Florenz gegangen.
Mit der Fiorentina verlebte Volpecina zwei Spielzeiten, die national schlecht, und international gut liefen. Im Ligabetrieb entging das Team von Trainer Francesco Graziani in der Saison 1989/90 dem Abstieg nur um einen Punkt, während man in der gleichen Spielzeit im UEFA-Pokal nach Erfolgen gegen Atlético Madrid aus Spanien, den FC Sochaux aus Frankreich, Dynamo Kiew aus der Sowjetunion, AJ Auxerre ebenfalls aus Frankreich sowie Werder Bremen aus Deutschland das Endspiel erreichte und dort auf Ligakonkurrent Juventus Turin traf. Das Hinspiel ging im Stadio Communale von Turin mit 1:3 verloren. Zu der ergebnistechnisch negativen Voraussetzung für das Rückspiel kam dann auch noch, dass das Fiorentiner Stadio Artemio Franchi noch im Umbau für die Fußball-Weltmeisterschaft 1990 war und der AC Florenz sein eigentliches Heimspiel nicht dort austragen konnte. Stattdessen spielte man im Stadio Partenio von Avellino, das an jenem 16. Mai 1990 sein letztes wichtigeres Spiel zu sehen bekam. Doch das torlose Remis vor 30.000 Zuschauern in Avellino reichte der Fiorentina nicht, um Juventus zu besiegen.
Im Sommer 1991 wechselte Giuseppe Volpecina ein letztes Mal den Verein und kehrte dahin zurück, wo seine fußballerische Laufbahn einst angefangen hatte, zum US Casertana. Der Provinzklub, der mittlerweile den Aufstieg bis in die Serie B geschafft hatte, stieg mit Volpecina als Abwehrspieler aus ebendieser ab. Nach Ende der Serie B 1991/92 beendete Giuseppe Volpecina seine Karriere im Alter von 31 Jahren. Danach arbeitete als Trainer und Sportdirektor für diverse Amateurvereine in der Region Kampanien.

## Erfolge
- Italienische Meisterschaft: 1×

1986/87 mit dem SSC Neapel
- Coppa Italia: 1×

1986/87 mit dem SSC Neapel
- Mitropapokal: 1×

1985/86 mit dem SC Pisa
- Serie B: 1×

1984/85 mit dem SC Pisa
- Campionato Primavera: 1×

1978/79 mit dem SSC Neapel